# Bola de rodamiento

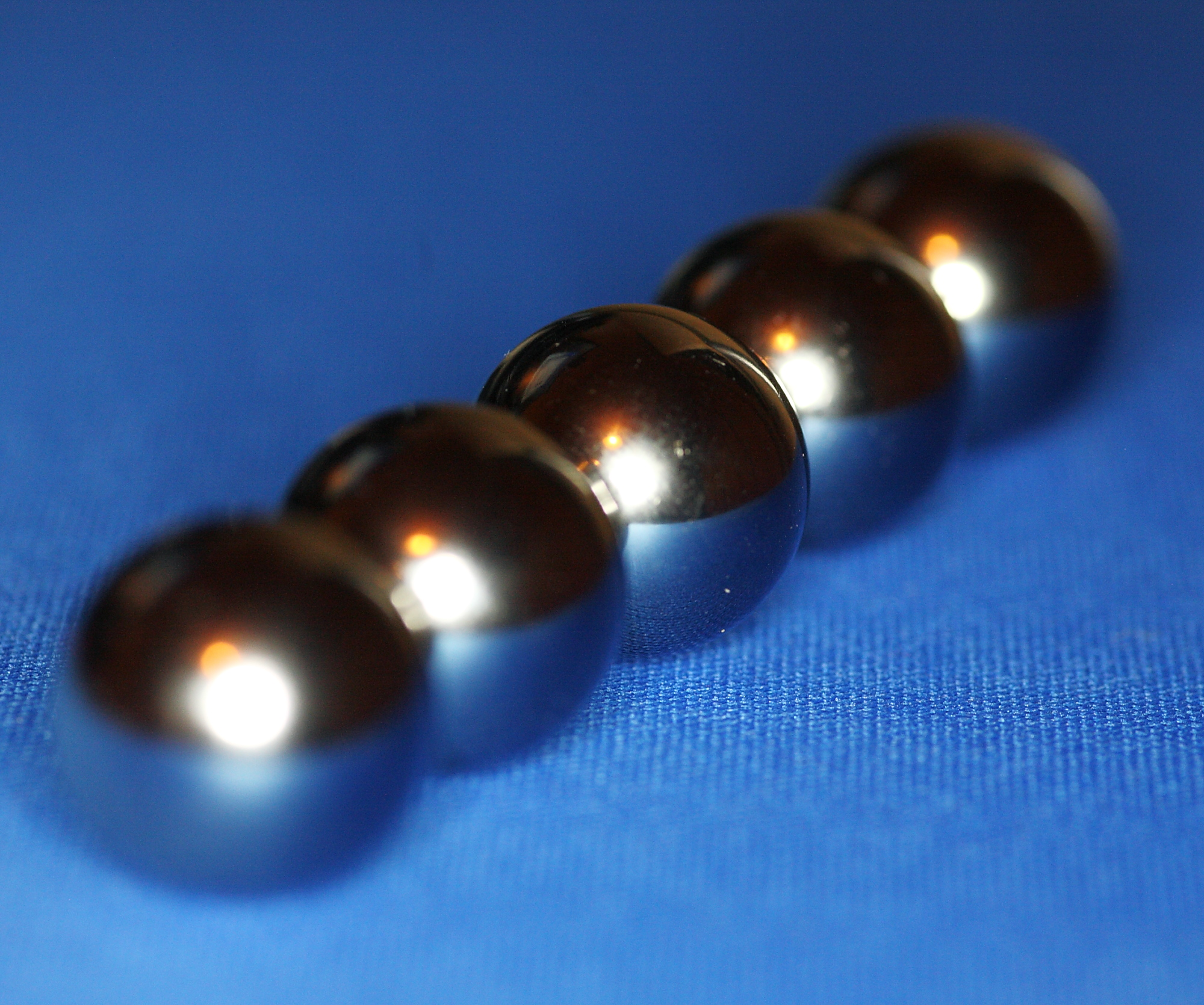
Bolas de cojinete

Las bolas de rodamiento, en algunos países llamadas también balines, son piezas especiales altamente esféricas y lisas, comúnmente usadas en cojinetes de bolas, aunque también pueden formar parte de otros mecanismos, como el husillo de bolas. Las bolas se fabrican en muchas "clases" diferentes, definidas por organismos como la American Bearing Manufacturers Association (ABMA), una institución que establece estándares para la precisión de las bolas de los rodamientos. Se fabrican en máquinas diseñadas especialmente para esta tarea.
En 2008, Estados Unidos produjo 5778 millones de bolas de rodamientos.

## Clases
Las bolas de los rodamientos se fabrican con un grado específico, que define sus tolerancias geométricas. Los grados van de 2000 a 3, de forma que cuanto menor es el número, mayor es la precisión. Las calificaciones se escriben "GXXXX", es decir, el grado 100 sería "G100". Las calidades inferiores también tienen menos defectos, como planos, picaduras, puntos blandos y cortes. La suavidad de la superficie se mide de dos formas: rugosidad y ondulación.
El tamaño se refiere a la distancia más lejana posible entre dos puntos opuestos en la superficie de la bola, medida por dos placas paralelas en contacto con la superficie. El tamaño inicial es el "diámetro nominal de la bola", que es el diámetro teórico de la bola. El tamaño de la bola se determina midiendo la "variación del diámetro de la bola", que es la diferencia entre la medida del diámetro más grande y la más pequeña. Para un lote determinado hay una "variación del diámetro del lote", que es la diferencia entre el diámetro medio de la bola más grande y la bola más pequeña del lote.
Esfericidad, o "desviación de la forma esférica", se refiere a cuánto se desvía la bola de una forma esférica verdadera (fuera de redondez). Esto se mide girando una bola contra un transductor lineal con una fuerza de medición menor que 4 gramos (0,1 oz). El gráfico polar resultante es circunscrito con la circunferencia más pequeña posible y la diferencia entre esta circunferencia circunscrita y el diámetro nominal de la bola es la variación.
| Grado | Rango de tamaño [in] | Esfericidad [in] | Variación de diámetro del lote [in] | Tolerancia del diámetro nominal [in] | Rugosidad superficial máxima (Ra) [μin] |
| ----- | -------------------- | ---------------- | ----------------------------------- | ------------------------------------ | --------------------------------------- |
| 3     | 0.006–2              | 0.000003         | 0.000003                            | ±0.00003                             | 0.5                                     |
| 5     | 0.006–6              | 0.000005         | 0.000005                            | ±0.00005                             | 0.8                                     |
| 10    | 0.006–10             | 0.00001          | 0.00001                             | ±0.0001                              | 1.0                                     |
| 25    | 0.006–10             | 0.000025         | 0.000025                            | ±0.0001                              | 2.0                                     |
| 50    | 0.006–10             | 0.00005          | 0.00005                             | ±0.0003                              | 3.0                                     |
| 100   | 0.006–10             | 0.0001           | 0.0001                              | ±0.0005                              | 5.0                                     |
| 200   | 0.006–10             | 0.0002           | 0.0002                              | ±0.001                               | 8.0                                     |
| 1000  | 0.006–10             | 0.001            | 0.001                               | ±0.005                               |                                         |

| Grado | Esfericidad [mm] | Variación de diámetro del lote [mm] | Tolerancia del diámetro nominal [mm] | Rugosidad superficial máxima (Ra) [μm] |
| ----- | ---------------- | ----------------------------------- | ------------------------------------ | -------------------------------------- |
| 3     | 0.00008          | 0.00008                             | ±0.0008                              | 0.012                                  |
| 5     | 0.00013          | 0.00013                             | ±0.0013                              | 0.02                                   |
| 10    | 0.00025          | 0.00025                             | ±0.0013                              | 0.025                                  |
| 25    | 0.0006           | 0.0006                              | ±0.0025                              | 0.051                                  |
| 50    | 0.0012           | 0.0012                              | ±0.0051                              | 0.076                                  |
| 100   | 0.0025           | 0.0025                              | ±0.0127                              | 0.127                                  |
| 200   | 0.005            | 0.005                               | ±0.025                               | 0.203                                  |
| 1000  | 0.025            | 0.025                               | ±0.127                               |                                        |

## Fabricación
La fabricación de bolas de rodamiento depende del tipo de material del que se fabrican.

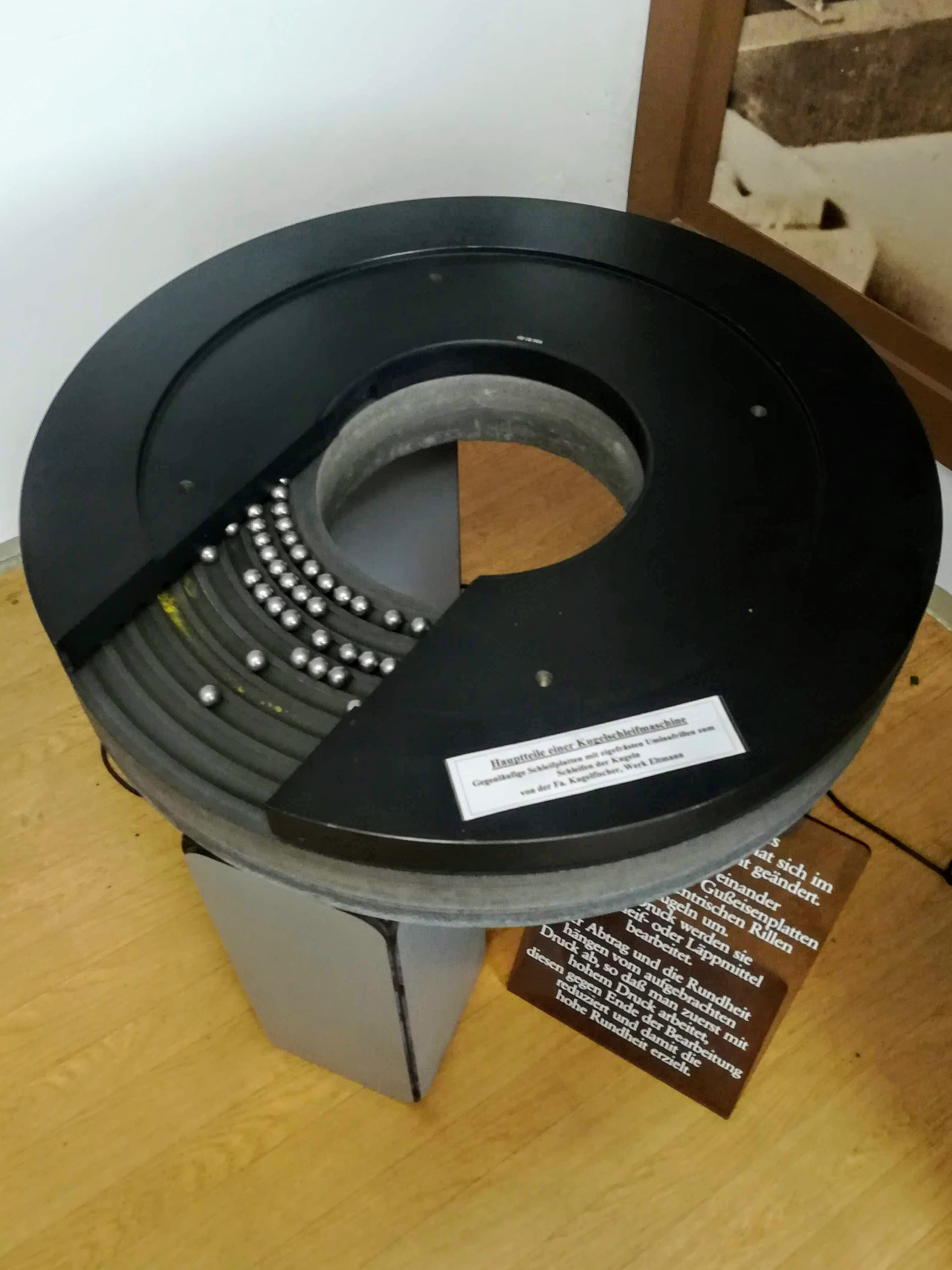
Placa de riel

### Metales
Las bolas metálicas se obtienen a partir de un alambre, que es cortado en fragmentos con un volumen aproximadamente igual al de la bola con el diámetro deseado. A continuación, este gránulo es "encabezado" para darle una forma esférica todavía rugosa. A continuación, las bolas se introducen en una máquina que las pule. La máquina realiza este proceso colocando las bolas entre dos pesadas placas de fundición o de acero endurecido, denominadas "placas de riel". Una de las placas se mantiene fija, mientras que la otra gira. La placa superior tiene una abertura para permitir que las bolas entren y salgan de las placas, que tienen finas ranuras circunferenciales en las que entran las bolas. Las bolas pasan a través de la máquina el tiempo suficiente para que cada bola circule a través de muchas de estas ranuras, lo que garantiza que cada bola tenga el mismo tamaño, incluso si una ranura en particular no cumple con las especificaciones. Las variables controlables de la máquina son la cantidad de presión aplicada, la velocidad de las placas y el tiempo que permanecen las bolas en la máquina.
Durante la operación, se bombea un fluido refrigerante entre las placas de surco porque la alta presión entre las placas y la fricción crean un calor considerable. La alta presión aplicada a las bolas también induce un efecto de forjado, que fortalece las bolas.
A veces, las bolas se pasan a través de un proceso de "rectificado suave" para mejorar la precisión. Esto se hace en el mismo tipo de máquina, pero las placas de riel se reemplazan por placas amoladoras.
Si las bolas son de acero, entonces reciben un tratamiento térmico. Después del tratamiento térmico se descalcifican para eliminar cualquier residuo o subproducto que pudiera haber quedado adherido a su superficie.
Las bolas se dice entonces que tienen un "sustrato duro". Se amolan en el mismo tipo de máquina que se usó antes, pero se introduce un abrasivo en el refrigerante o se reemplaza la placa giratoria por un disco abrasivo de grano fino muy duro. Este paso puede hacer que las bolas estén dentro de ± 0,0001 plg (0 mm). Si las bolas necesitan más precisión entonces son lapeadas, nuevamente en el mismo tipo de máquina. Sin embargo, esta vez las placas de surco están hechas de un material más blando, generalmente hierro fundido, se aplica menos presión y la placa se gira lentamente. Este paso es lo que le da a las bolas de los rodamientos su apariencia brillante y puede llevar las bolas entre los grados 10 y 48.
Si se necesita aún más precisión, generalmente se utilizan procesos químicos y mecánicos especiales, patentados por los distintos fabricantes.

### Cerámica

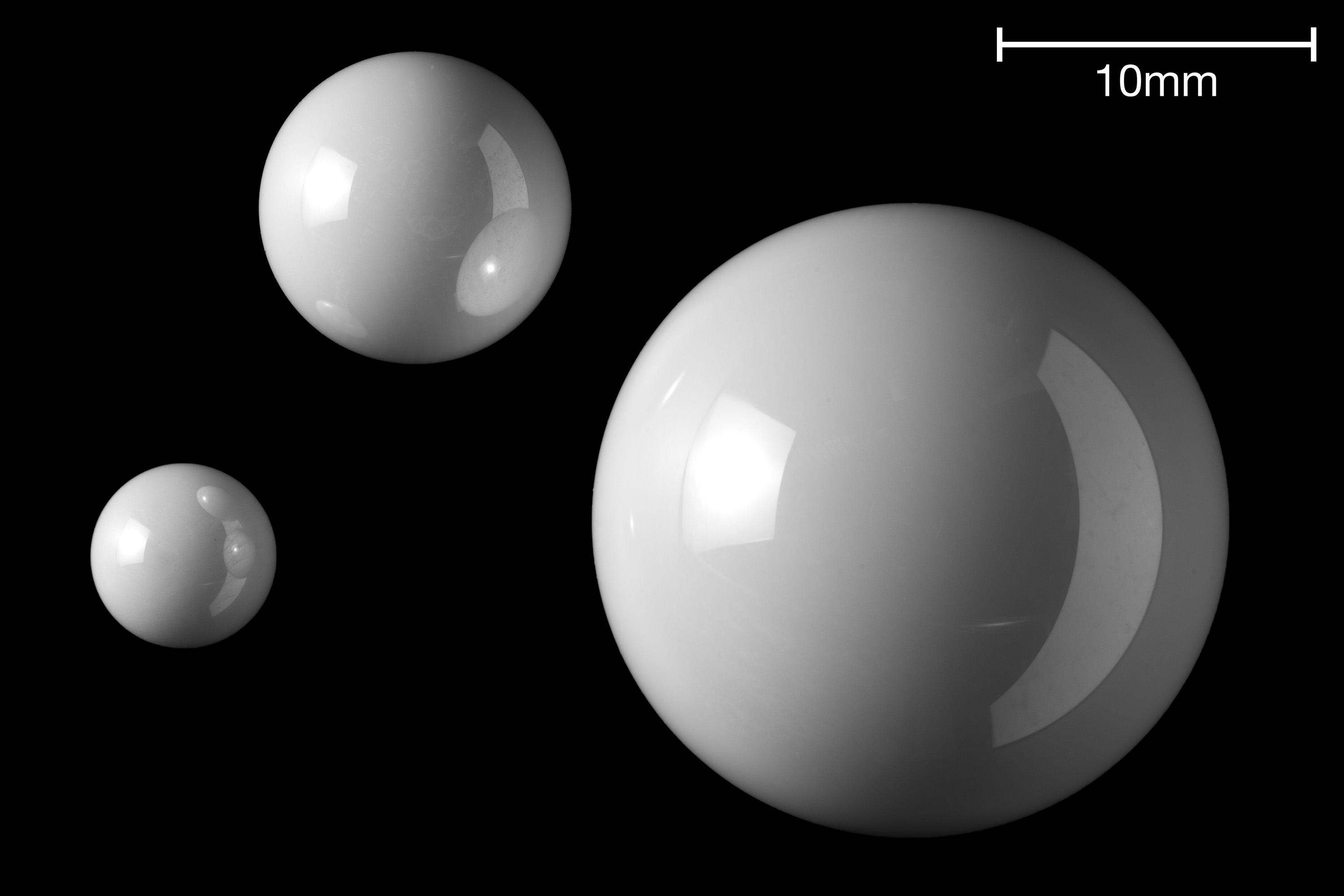
Bolas de cojinete de dióxido de zirconio ZrO_{2}

Las bolas de cojinete de cerámica están hechas de materiales sinterizados que luego se amolan al tamaño y la forma como se ha descrito anteriormente. Los materiales comunes incluyen: nitruro de silicio (Si
3N
4) y dióxido de zirconio (ZrO
2).

### Plástico
Las bolas de plástico para cojinetes se fabrican de la misma manera descrita anteriormente.
La inspección de bolas de rodamiento fue uno de los casos de estudio del clásico "Principios de gestión científica" de Frederick Winslow Taylor.

## Materiales
Los materiales comunes incluyen acero al carbono, acero inoxidable, acero al cromo, latón, aluminio, carburo de wolframio, platino, oro, titanio o plástico. Otros materiales menos comunes son cobre, monel, plomo, plata, vidrio y niobio.
| Material                         | UNS 52100  | Acero inoxidable 440C | M50        | BG-42      | REX-20     | 440NDUR    | Haynes 25         | Si3N4                                  | BECU         | 455        | C276           |
| -------------------------------- | ---------- | --------------------- | ---------- | ---------- | ---------- | ---------- | ----------------- | -------------------------------------- | ------------ | ---------- | -------------- |
| Dureza [HRC]                     | 60         | 58                    | 62         | 62         | 66         | 60         | 50                | 70                                     | 40           | 50         | 40             |
| Temperatura límite [°F]          | 300        | 300                   | 400        | 400        | 600        | 300        | 1200              | 1500                                   | 400          | 500        | 1000           |
| Resistencia a la corrosión       | 1          | 3                     | 1          | 2          | 1          | 4          | 5                 | 5                                      | 1            | 4          | 5              |
| Coste                            | 1          | 1                     | 1          | 2          | 3          | 1          | 5                 | 5                                      | 3            | 2          | 4              |
| Disponibilidad                   | 1          | 1                     | 2          | 2          | 2          | 4          | 5                 | 3                                      | 3            | 2          | 4              |
| Magnético                        | Magnético  | Magnético             | Magnético  | Magnético  | Magnético  | Magnético  | No-magnético      | No-magnético                           | No-magnético | Magnético  | Magnético      |
| Conductividad eléctrica          | Conductivo | Conductivo            | Conductivo | Conductivo | Conductivo | Conductivo | Conductivo        | No-conductivo                          | Conductivo   | Conductivo | Conductivo     |
| Tamaño límite                    | Ninguno    | Ninguno               | Ninguno    | Ninguno    | Ninguno    | Ninguno    | 1,5 plg (38,1 mm) | No para transmisión por tubo de empuje | Ninguno      | Ninguno    | 5 plg (127 mm) |
| Capacidad de carga relativa      | 3          | 2                     | 4          | 4          | 5          | 3          | 1                 | 5                                      | 1            | 1          | 1              |
| Resistencia relativa a la fatiga | 3          | 2                     | 4          | 4          | 5          | 3          | 1                 | 5                                      | 1            | 1          | 1              |

1. 1 2 3 4 5  Donde 1 es el valor más bajo y 5 el más alto.

## Uso sísmico
El edificio del Aeropuerto Internacional de San Francisco está sostenido por 267 columnas, cada una de las cuales descansa sobre una bola de acero de 5 pies (1,5 m) de diámetro. La bola se asienta sobre una base cóncava. Si se produce un terremoto, el suelo puede moverse hasta 20 pulgadas (0,5 m) en cualquier dirección, mientras las columnas pueden desplazarse sobre sus bases. Esta es una forma eficaz de separar el edificio del movimiento del suelo. Una vez finalizado el terremoto, las columnas se vuelven a centrar en sus bases por la fuerza de la gravedad.